# Судети
Судетите (на немски: Sudeten, на полски: Sudety, на чешки: Sudety или Krkonošsko-jesenická subprovincie/ Krkonošsko-jesenická soustava) е планина в Централна Европа, простираща се на територията на Германия, Полша и Чехия (по-голямата част) и се явява северна и североизточна „ограда“ на обширния Чешки масив. Най-високата точка е връх Снежка (1602 m) от масива Кърконоше.

## География

### Големина, граници, релеф
Планината има форма на леко изпъкнала на север дъга с дължина от запад на изток и югоизток около 310 km. На юг граничи с Чешката равнина, ниската част на Чешкия масив, а на север постепенно се поножава към Средноевропейската равнина. На запад дълбоката проломна долина на река Елба (Лаба) я отделя от Рудните планини, а на изток долината на река Одер (Одра) – от Западните Карпати. Състои се от отделни хребети и масиви, разделени от надлъжни и напречни тектонски понижения. Условно се дели на три части: Западните Судети включват Лужицките планини, Изерските планини и масива Кърконоше. Средните – Орлицките планини и Източните – масива Есеник. Билните части на планината са предимно заравнени, а склоновете ѝ са стръмни. По най-високите части на масива Кърконоше се срещат древни планински ледникови форми на релефа – циркуси, трогови долини, морени. Срещат се и остатъчни върхове издигащи се над билната заравненост изградени от гранити.

### Геология
Судетите са образувани в епохата на палеозоя. Съставени са от вулканични скали (базалти и порфирити), палеозойски гнайси, шисти и гранити, а ниските части – предимно от кредни пясъчници и мергели.

### Климат и води
Средната януарска температура в планината е от -4 до -7°С, средната юлска 8 – 14°С, а годишната сума на валежите 700 – 1400 mm. През зимата се образува устойчива снежна покривка.
Судетите се явяват главен вододел между басейните на реките Елба (Лаба), Одер (Одра) и Дунав. Южните им склонове се отнасят към водосборния басейн на река Елба (Лаба), която извира от масива Кърконоше, и, към която принадлежат реките Метуе, Орлице, Изера и др. Северните склонове се отводняват от река Одер (Одра), която води началото си от масива Есеник и нейните леви притоци Опава, Ниса Клодска, Бистрица, Бубър, Ниса Лужицка и др. Югоизточните части на планината принадлежат към водосборния басейн на Дунав и се отводняват от река Морава (извира от масива Есеник) и няколко нейни леви притока Десна, Оскава, Бистършице и др.

### Растителност, почви
Ниските части на планината са покрити с дъбови и букови гори, развити върху планински кафяви горски почви, нагоре следват смърчови и елови гори, върху планински подзолисти почви, сменящи се на височина 1200 – 1300 m с храсти, пасища и торфища, развити върху планинско-ливадни почви.

## Забележителности
В масива Кърконоше, на територията на Полша и Чехия е саздаден Кърконошкея национален парк. В двете страни функционират множество балнеоложки, туристически и ски курорти: Льондек Здруй, Поляница Здруй, Душники Здруй, Кудова Здруй, Цеплице-Сльанске Здруй, Щавно Здруй, Сверадов Здруй и др. в Полша; Янске Лазне и др. в Чехия.